# Kontra-spionage
 For alternative betydninger, se Kontraspionage.
Kontra-spionage (Engelsk: Marie Galante) er en amerikansk thriller fra 1934 med Spencer Tracy i hovedrollen. Filmen er instrueret af Henry King og har manuskript af Reginald Berkeley efter en fransk musical af Jacques Deval.

## Eksterne Henvisninger
- Kontra-spionage på Internet Movie Database (engelsk)
- Kontra-spionage i Svensk Filmdatabas (svensk)
- Kontra-spionage på MovieMeter (nederlandsk)
- Kontra-spionage på AllMovie (engelsk)
- Kontra-spionage hos American Film Institute (engelsk)
- Kontra-spionages profil hos Encyclopædia Britannica Online (engelsk)
- Kontra-spionage på Turner Classic Movies (engelsk)
- Kontra-spionage på The Movie Database (engelsk)
- Kontra-spionage på Rotten Tomatoes (engelsk)
- Kontra-spionage på Filmaffinity (engelsk)